# Bom Fim
Bom Fim es un barrio  de la ciudad de Porto Alegre, capital de Río Grande del Sur, en Brasil. Fue creado por medio de la ley n° 2022 del 7 de diciembre de 1959.

## Historia
Bom Fim tuvo su origen en el antiguo Campo da Várzea, como era denominado popularmente. Se encontraba en un área pública comprendida por 69 hectáreas que servían de acampe a los camioneros y en la cual permanecía el ganado destinado al abastecimiento de la ciudad. Campo da Várzea pasó a ser conocido como Campos do Bom Fim debido a la construcción de la Capilla de Nuestro Señor Jesús de Bonfim, iniciada en 1867 y concluida en 1872.
Hasta fines del siglo XIX, no hubo grandes cambios en el lugar. Pocas casas antiguas y algunas chacras se expandían por la región. Todo el resto, según cronistas como Ary Veiga Sanhudo, "era un buen matorral, con excelente caza, donde innumerables veces encontraban refugio los esclavos que huían". Para conmemorar el hecho de una manumisión colectiva promovida por el Centro Abolicionista, pasó a llamarse "Campos da Redempção" (en español: "Campos de la Redención"). Luego de la abolición de la esclavitud, muchos libertos, sin tener lugar a donde ir, se instalaron en la región.
A finales de la década de 1920, los primeros miembros de la comunidad judía comenzaron a instalarse a lo largo de la Avenida Bom Fim. El escritor Moacyr Scliar, que pasó su infancia en el barrio, en su libro A guerra no Bom Fim, describió la vida de los habitantes del barrio en épocas de la Segunda Guerra Mundial, aunque de manera fantasiosa.
Algunas residencias, pequeñas tiendas y oficinas dieron inició al proceso de poblamiento efectivo del barrio. La diversificación de este pequeño comercio acompañó el crecimiento natural de la ciudad, viniendo Bom Fim a constituirse como un barrio residencial y comercial, destacándose en especial el rubro de mueblerías.
El barrio cuenta con algunas construcciones históricas como por ejemplo el predio de la Sociedad Italiana de Río Grande del Sur, fundada en 1893.

## Judaísmo

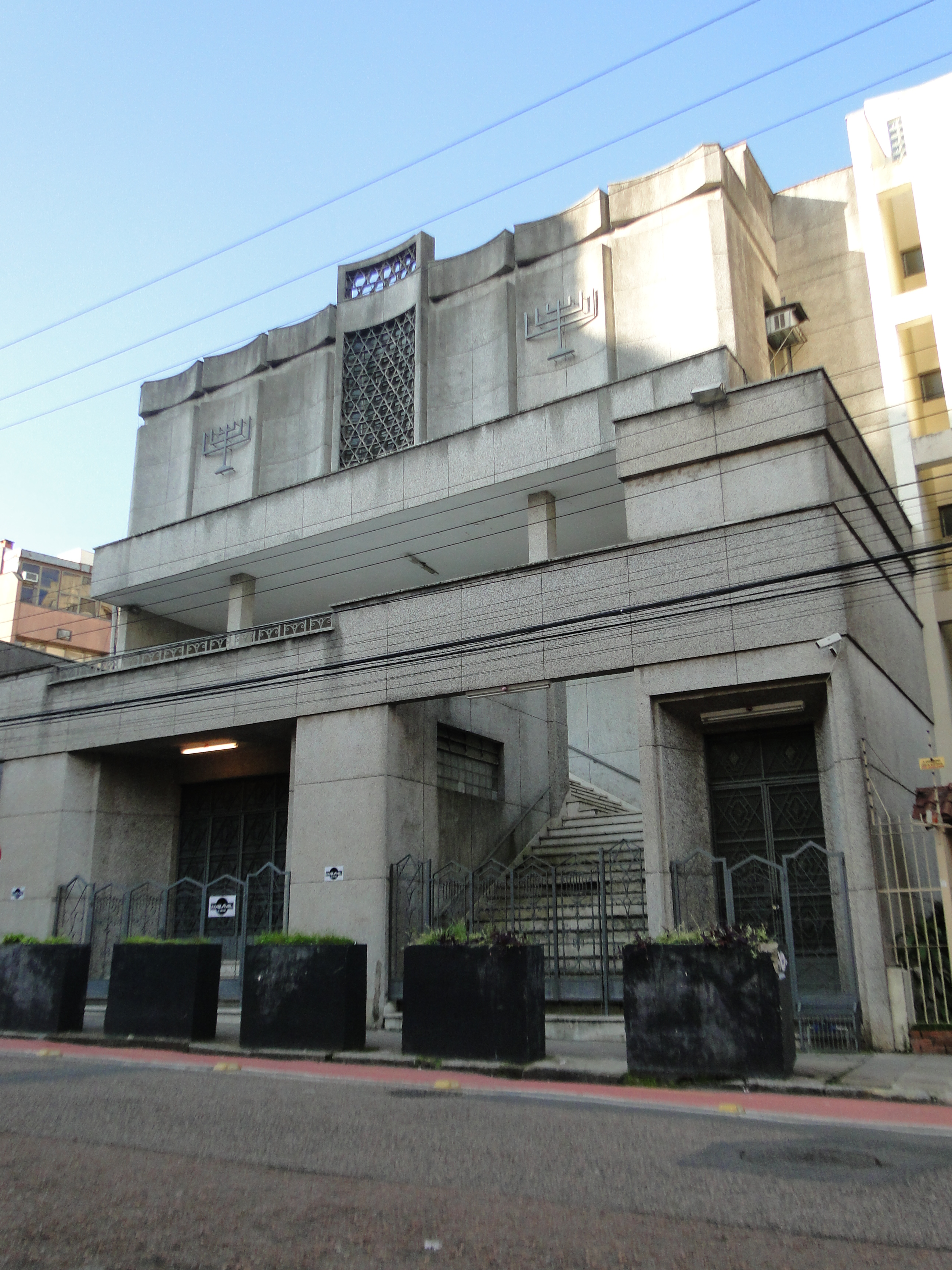
Sinagoga Unión Israelita de Porto Alegre.

A pesar de la diversidad cultural de sus ciudadanos, Bom Fim permanece como símbolo de la colonización judía en Porto Alegre. Se localizan en el barrio las sinagogas del Centro Israelita, del Linat Hatzedeck, del Beit Lubavitcher y de la Sociedad Maurício Cardoso, conocida como Poilisher Farband. Además de las sinagogas, existe también la Sociedad Hebraica, la Federación Israelita de Río Grande del Sur (Firgs), en donde funciona el Museo Nacional de las Migraciones Judías, y el Centro Israelita Porto-Alegrense. Una de las sinagogas del barrio, la de la Unión Israelita de Porto Alegre, cumplió su centenario en 2010 y es unas de las más antiguas de Brasil y la cuarta a nivel América, con actividades ininterrumpidas. La sinagoga, que se encuentra en la calle Barros Cassal conserva como reliquias una Torá de 350 años, en rollo natural, y una colección de talmudes impresos en Austria en 1840.

## Cultura y Gastronomía

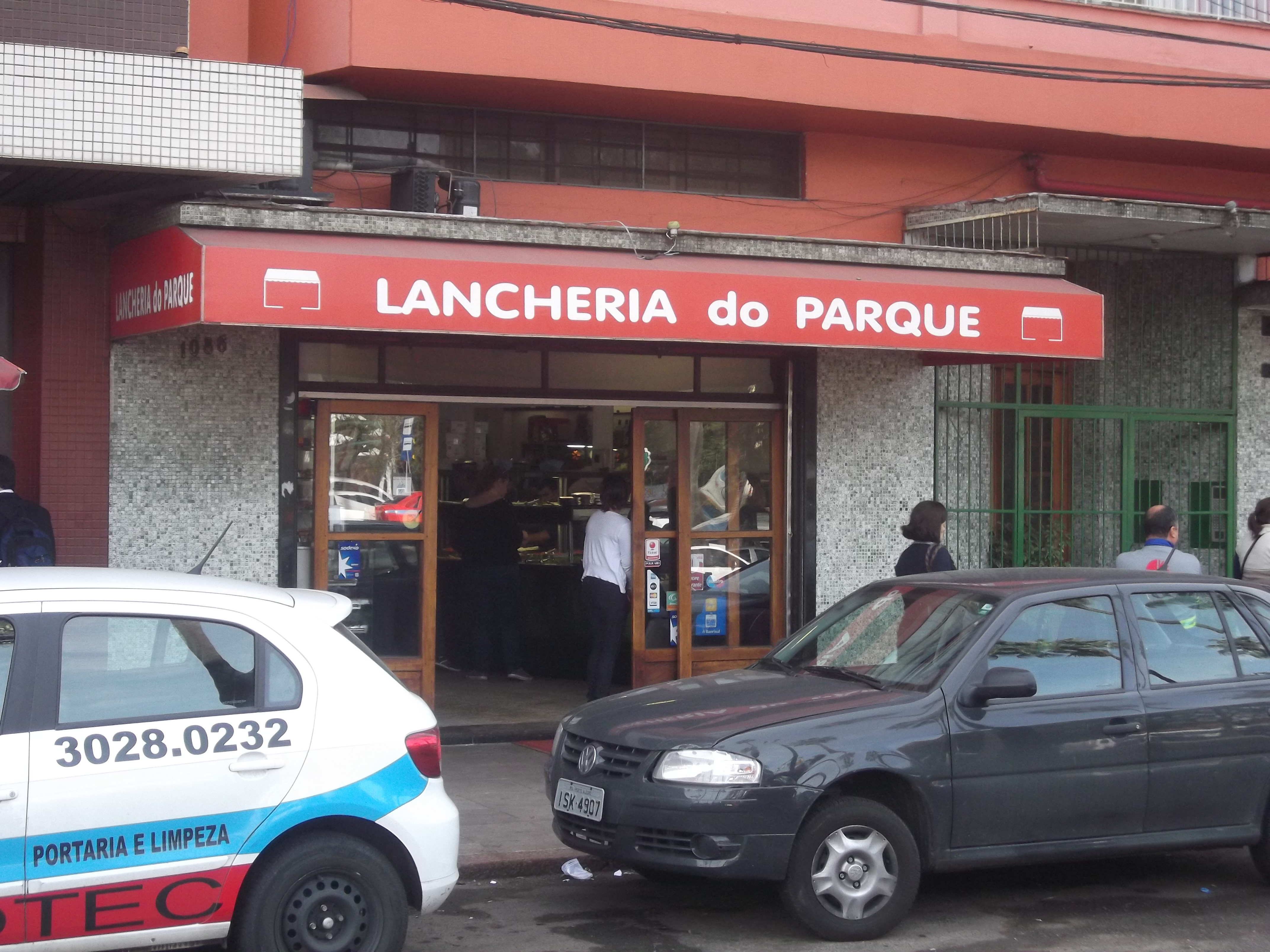
Lancheria do Parque, bar y punto de encuentro de bohemios, artistas e intelectuales de la ciudad.

Frecuentado por trabajadores, intelectuales e integrantes de movimientos alternativos y de contracultura, la atmósfera del barrio es efervescente y diversificada. Dentro de él se encuentran cafés, librerías, universidades, escuelas, capillas, sinagogas y espacios culturales como la Sociedad Italiana de Río Grande del Sur, el Tablado Andaluz, y el bar Ocidente, tradicional casa nocturna y espacio cultural creado en 1980 y que promueve una intensa agenda de shows, fiestas, obras teatrales y veladas literarias. Otro lugar a destacar dentro del barrio es la Lancheria do Parque, bar y punto de encuentro de bohemios, artistas e intelectuales de la ciudad.
Algunas tradiciones todavía son mantenidas en el barrio, como delicatessens especializadas en productos Kosher y platos típicos de la comida judía. Sin embargo, otros lugares tradicionales fueron destruidos por la especulación inmobiliaria como el Cine Baltimore que, en 2004, fue demolido para dar lugar a diversas obras. Esa misma demolición también incluyó al Bar João, que se encontraba al lado del Cine y que había sido inmortalizado en la canción "Deu Pra ti", éxito de dúo Kleiton y Kledir. Además de Kleiton y Kledir, el barrio ya fue nombrado por otros músicos como Nei Lisboa, en su canción "Berlim, Bom Fim", y Vitor Ramil en "Ramilonga".
El barrio es tema del documental dirigido por Boca Migotto, con estreno para 2015, que trata la historia del período en el cual Bom Fim fue escenario de efervescencia en el cine, el teatro y la música. El largometraje recorre la Esquina Maldita, reducto bohemio de los años 1970, la curva de la José Bonifácio, donde se encontraba el bar Escaler, frecuentado por una multitud que allí se aglomeraba en las décadas de 1980 y 1990. También recorre otros lugares frecuentados por diferentes grupos sociales, como Lola, el Bar João, el Bar Ocidente, la Lancheria do Parque, el Bar Luar Luar y los cines Baltimore y Bristol.

## Límites actuales

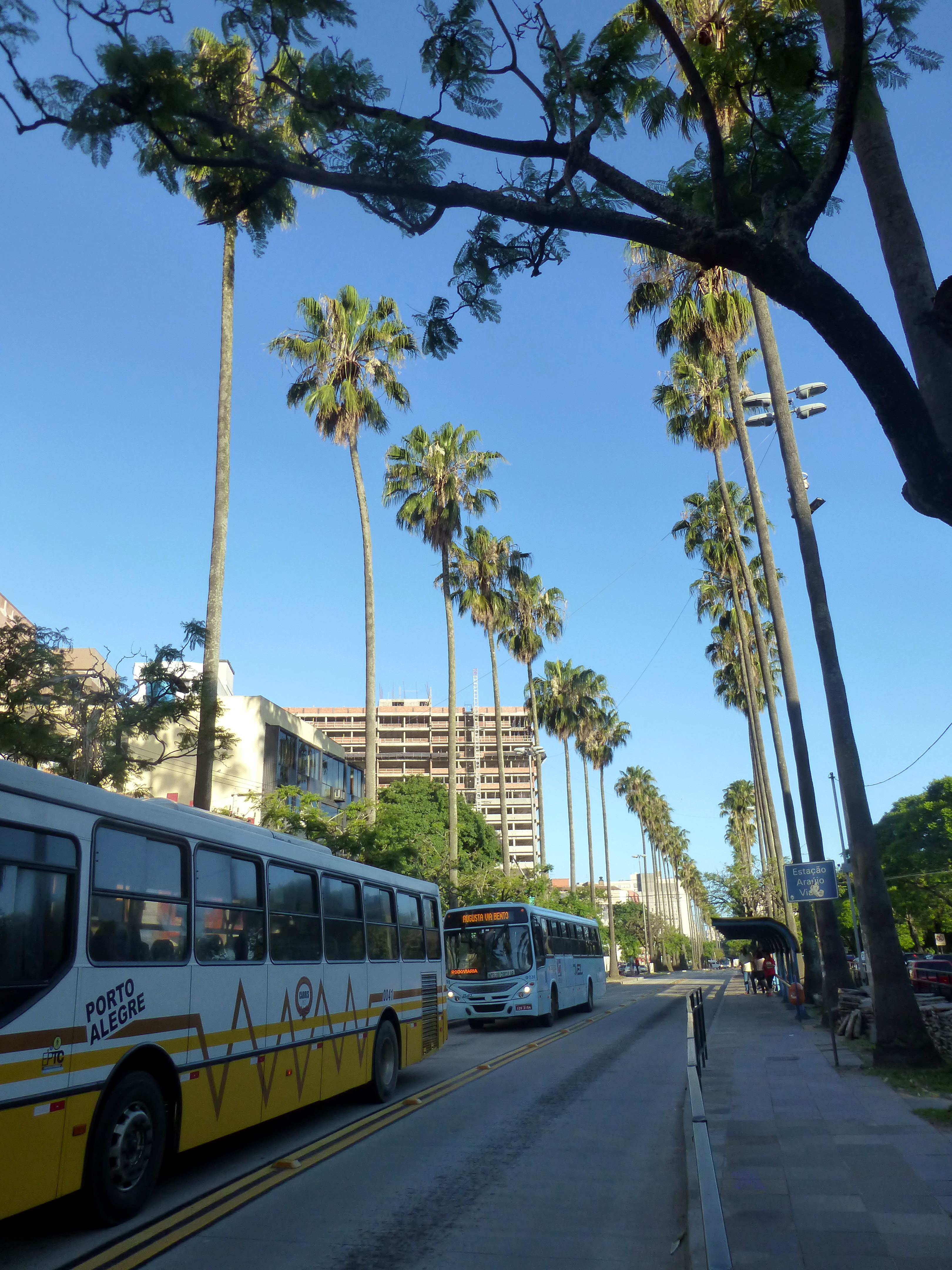
La Avenida Osvaldo Aranha, límite entre Bom Fim y Farroupilha.

Los actuales límites del barrio están conformados por la Avenida Osvaldo Aranha, desde su intersección con la calle Sarmento Leite hasta la calle Felipe Camarão; desde ésta, hasta la calle Castro Alves; y desde aquí, por una línea imaginaria en dirección este-oeste, que corre en paralelo a la Avenida Independência hasta llegar a uno de los extremos de la Plaza Dom Sebastião. Desde aquí, nuevamente la calle Sarmento Leite hasta su intersección con la Avenida Osvaldo Aranha.
De esta manera, el Parque Farroupilha, el Brique da Redenção, el Instituto de Educación General Flores da Cunha, el Hospital de Pronto Socorro, la Plaza Dom Sebastião y la Iglesia de Santa Teresinha no se encuentran dentro de los límites territoriales del barrio Bom Fim.
Limita al oeste con el Centro Histórico de Porto Alegre, al sur con el barrio de Farroupilha, al este con el barrio de Rio Branco y al norte con el barrio de Independência.
Existe un proyecto que pretende modificar los límites actuales del barrio. Si la Cámara de Vereadores aprobase esta nueva ley, el barrio perderá parte de su territorio cediendo espacio al barrio de Independência y ganará otra parte, casi equivalente, del barrio de Rio Branco. El proyecto pretende eliminar la actual línea imaginaria que corre en paralelo a la Avenida Independência y hacer coincidir con un antiguo trazado de José Otão, que marcaba los límites entre Bom Fim e Independência. El barrio sin embargo, ganaría territorio al este de sus actuales límites, llegando hasta la calle Ramiro Barcelos.

## Ciudadanos ilustres
- André Damasceno, humorista;
- Charles Master, músico;
- Flávio Basso, músico;
- Moacyr Scliar, escritor;
- Nei Lisboa, músico;
- Nico Nicolaiewsky, músico y actor;
- Frank Jorge, músico;
- Renato Borghetti, músico